# Biblioteca Pública de Braga
A Biblioteca Pública de Braga localiza-se na Praça do Município em Braga.
A biblioteca foi fundada por Manuel Rodrigues da Silva Abreu, formada com as livrarias dos conventos extintos por lei de 28 de maio de 1834.
Foi Almeida Garrett que pela portaria do Ministério do Reino de 27 de Julho de 1840, encarregou Silva Abreu de "coligir e examinar as bibliotecas dos extintos conventos do distrito de Braga, fazer os respectivos catálogos e informar sobre o apreço dos diferentes manuscritos que ali existem".

Silva Abreu recolheu as livrarias dos conventos do Carmo, Falperra, S. Frutuoso, Pópulo e Tibães, de Braga; Santo Antonio dos Capuchos, Casa da Cruz, Casa da Costa, S. Domingos e S. Francisco, de Guimarães; Franqueira, S. Francisco, Palme e Vilar de Frades, de Barcelos; Rendufe e Bouro, de Amares; Arnoia, de Celorico de Basto; e Refojos e Colégio de S. Bento, de Cabeceiras de Basto. 

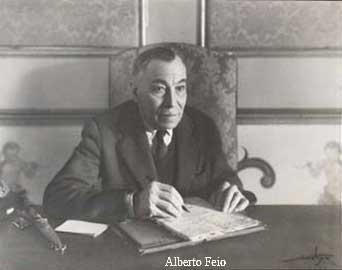
Alberto Feio

A estas livrarias juntou-se a do próprio convento dos Congregados, formando tudo a considerável massa de mais de vinte mil volumes.
A Biblioteca foi fundada em 1841 e a sua inauguração fez-se a 16 de Setembro de 1857.
Em 1911 Alberto Feio foi nomeado bibliotecário. Em 1934 mudou-se para a sua localização actual no antigo Paço Arquiepiscopal Bracarense.
Desde 1975 está integrada na Universidade do Minho, e possui, desde 1932, um depósito legal de todos os livros e publicações portuguesas.
Presentemente possui mais de quinhentos mil volumes.
Actualmente a Biblioteca Pública encontra-se instalado num magnífico edifício do antigo Paço Episcopal Bracarense na Praça do Município, mandado construir pelo arcebispo D. José de Bragança.

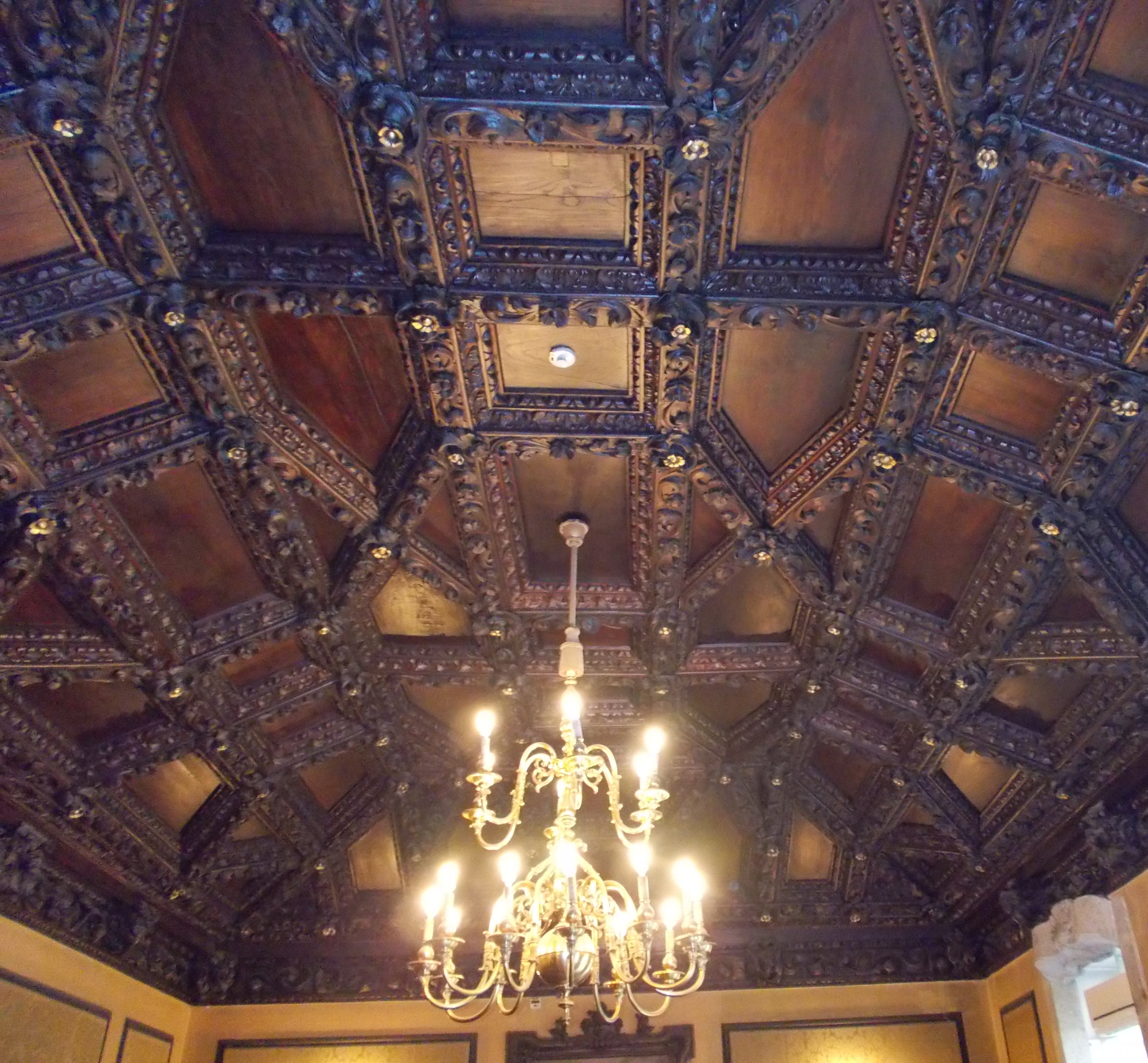
Teto artesoado, de madeira de castanho, da sala de leitura.